# مارتن هيكس
مارتن هيكس (بالإنجليزية: Martin Hicks)‏ (27 فبراير 1957 في المملكة المتحدة - ) هو لاعب كرة قدم بريطاني في مركز الدفاع. لعب مع برمنغهام سيتي وتشارلتون أثلتيك ونادي ريدنغ وNewbury Town F.C. ‏ وستراتفورد تاون ‏.